# Gemma Triay
Gemma Triay Pons, plus connue sous le nom de Gemma Triay, née le 28 juin 1992 à Alaior (Espagne) est une joueuse de padel professionnel espagnole.
Elle a terminé les saisons 2020, 2021 et 2022 en première position du classement World Padel Tour. 
Elle occupe début 2025 la 3e position au classement Fédération internationale de padel. Elle est droitière et joue sur le côté gauche.

## Biographie
Née à Alaior sur l'île de Minorque dans les Baléares, Gemma joue au tennis jusqu'à ses 19 ans, qu'elle délaisse alors pour le padel. Elle parvient à intégrer le circuit professionnel international en 2013.
Elle obtient ses premiers titres sur le circuit World Padel Tour en 2016, aux côtés de Lucía Sainz avec qui elle sera associée jusqu'en 2021, et avec qui elle finira meilleure paire de l'année 2020 à la suite d'une saison éblouissante. Cette année 2016 fut une année réussie, car elle remportera également son premier titre au Championnat du monde de padel avec la sélection espagnole. Elle remportera trois autres titres mondiaux en 2018, 2021 et 2022.
Elle commence la saison 2021 associée à Alejandra Salazar avec qui elle formera la paire surnommée Triazar qui va enchainer les titres et terminer meilleure paire des saisons 2021 et 2022. 
En juin 2023, en raison d'une opération du coude de sa partenaire Alejandra Salazar, Gemma s'associe à Marta Ortega en remplacement. Mais cette association qui devait être temporaire va s'avérer plus longue, car à la suite de bons résultats sur le circuit Premier Padel comme la victoire au Major de Rome et une finale à Roland-Garros au Major de Paris, Gemma annonce via un communiqué se séparer d'Alejandra et rester avec Marta Ortega, générant une petite controverse dans le monde du padel du fait qu'elle ai précédemment annoncé attendre le retour d'Alejandra pour continuer l'aventure.
Elle réalise une saison 2024 réussie avec la jeune Claudia Fernández, en remportant six tournois Premier Padel dont le Major du Mexique.
Elle évolue pour la saison 2025 avec l'argentine Delfina Brea.

## Titres

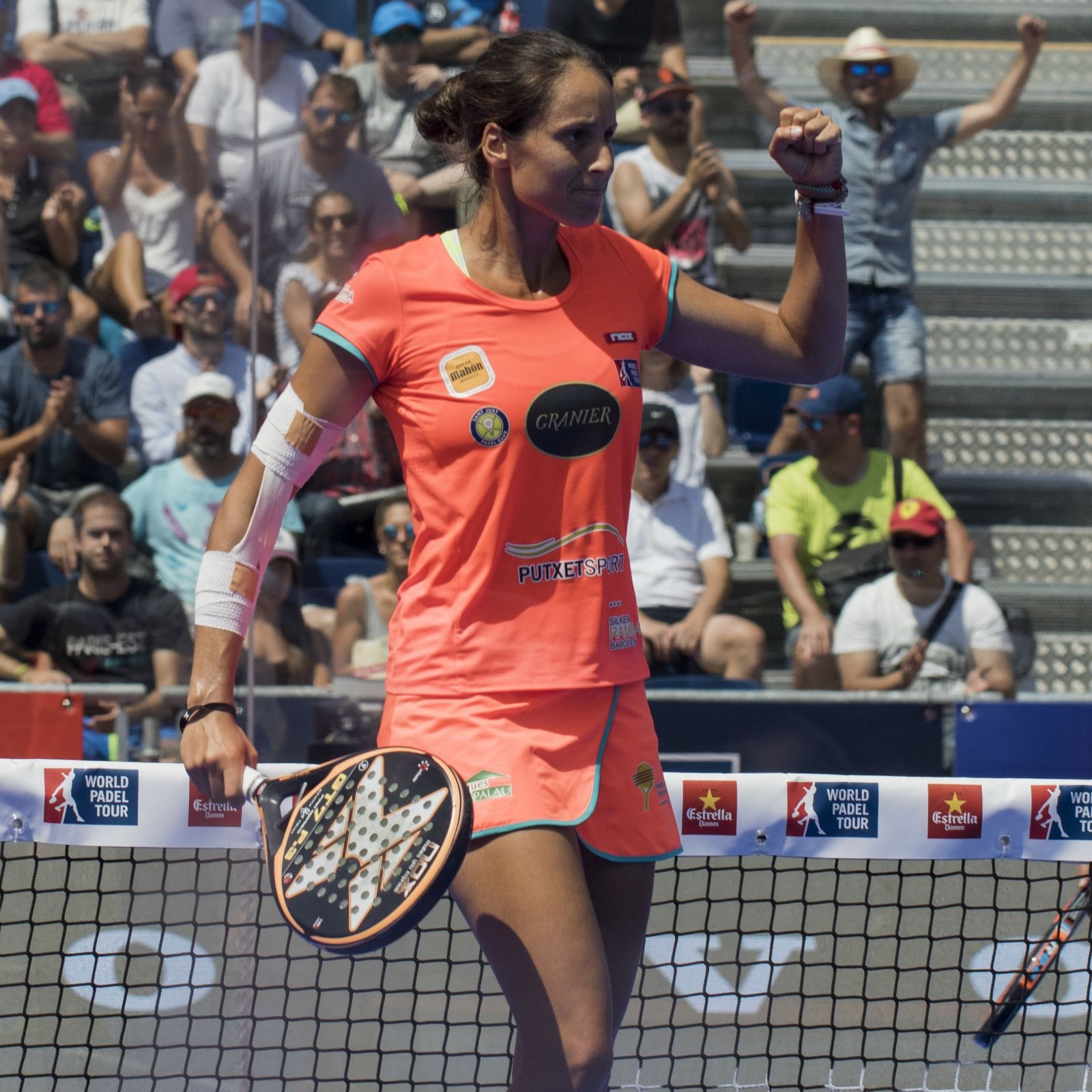
Gemma Triay au tournoi de Barcelone

### Championnat du monde de padel
| N.º | Année | Ville hôte | Adversaires en finale | Résultat |
| --- | ----- | ---------- | --------------------- | -------- |
| 1.  | 2016  | Cascais    | Argentine             | 3-0      |
| 2.  | 2018  | Asuncion   | Argentine             | 2-0      |
| 3.  | 2021  | Doha       | Argentine             | 3-0      |
| 4.  | 2022  | Dubaï      | Argentine             | 2-0      |
| 5.  | 2024  | Doha       | Argentine             | 2-0      |

### Premier Padel
| N.º | Année | Tournoi    | Catégorie | Partenaire        | Adversaires en finale          | Résultat              |
| --- | ----- | ---------- | --------- | ----------------- | ------------------------------ | --------------------- |
| 1.  | 2023  | Rome       | Major     | Marta Ortega      | Ariana Sánchez Paula Josemaría | 6-3 / 3-6 / 7-5       |
| 2.  | 2024  | Santiago   | P1        | Claudia Fernández | Lucía Sainz Patricia Llaguno   | 6-1 / 6-4             |
| 3.  | 2024  | Bordeaux   | P2        | Claudia Fernández | Marta Ortega Verónica Virseda  | 7-5 / 7-5             |
| 4.  | 2024  | Madrid     | P1        | Claudia Fernández | Delfina Brea Beatriz González  | 6-2 / 2-1 (*blessure) |
| 5.  | 2024  | Valladolid | P2        | Claudia Fernández | Ariana Sánchez Paula Josemaría | 6-3 / 6-2             |
| 6.  | 2024  | Acapulco   | Major     | Claudia Fernández | Marta Ortega Sofia Araújo      | 6-7 / 6-1 / 6-4       |
| 7.  | 2024  | Milan      | P1        | Claudia Fernández | Delfina Brea Beatriz González  | 6-7 / 5-2 (*blessure) |
| 8.  | 2025  | Gijón      | P2        | Delfina Brea      | Ariana Sánchez Paula Josemaría | 0-6 / 6-1 / 6-4       |
| 9.  | 2025  | Cancún     | P2        | Delfina Brea      | Marta Ortega Sofia Araújo      | 6-3 / 6-1             |
| 10. | 2025  | Miami      | P1        | Delfina Brea      | Ariana Sánchez Paula Josemaría | 2-6 / 6-1 / 6-4       |
| 11. | 2025  | Doha       | Major     | Delfina Brea      | Ariana Sánchez Paula Josemaría | 6-4 / 6-4             |
| 12. | 2025  | Rome       | Major     | Delfina Brea      | Ariana Sánchez Paula Josemaría | 6-4 / 6-4             |
| 13. | 2025  | Tarragone  | P1        | Delfina Brea      | Ariana Sánchez Paula Josemaría | 7-6 / 6-4             |

### World Padel Tour
| N.º | Année | Tournoi             | Catégorie    | Partenaire        | Adversaires en finale                     | Résultat            |
| --- | ----- | ------------------- | ------------ | ----------------- | ----------------------------------------- | ------------------- |
| 1.  | 2017  | Grenade             | Open         | Lucía Sainz       | Marta Marrero Catalina Tenorio            | 6-2 / 6-4           |
| 2.  | 2017  | Saragosse           | Open         | Lucía Sainz       | Elisabet Amatriain Patricia Llaguno       | 6-4 / 3-6 / 7-5     |
| 3.  | 2018  | Badalone            | Master       | Lucía Sainz       | Marta Marrero Alejandra Salazar           | 6-2 / 5-7 / 6-4     |
| 4.  | 2018  | Saragosse           | Open         | Lucía Sainz       | Mapi Sánchez Alayeto Majo Sánchez Alayeto | 6-7 / 7-6 / 6-1     |
| 5.  | 2018  | Valladolid          | Open         | Lucía Sainz       | Mapi Sánchez Alayeto Majo Sánchez Alayeto | 6-4 / 4-6 / 6-3     |
| 6.  | 2018  | Grenade             | Open         | Lucía Sainz       | Marta Ortega Ariana Sánchez               | 6-1 / 6-4           |
| 7.  | 2019  | Santander           | Women Open   | Lucía Sainz       | Mapi Sánchez Alayeto Majo Sánchez Alayeto | 6-2 / 6-7 / 6-4     |
| 8.  | 2020  | Sardegna            | Open         | Lucía Sainz       | Marta Marrero Paula Josemaría             | 6-0 / 6-7 / 7-6     |
| 9.  | 2020  | Barcelone           | Master       | Lucía Sainz       | Mapi Sánchez Alayeto Majo Sánchez Alayeto | 6-2 / 6-3           |
| 10. | 2020  | Alicante            | Master       | Lucía Sainz       | Marta Marrero Marta Ortega                | 2-6 / 7-6 / 6-3     |
| 11. | 2020  | Las Rozas de Madrid | Open         | Lucía Sainz       | Beatriz González Paula Josemaría          | 6-0 / 7-6           |
| 12. | 2020  | Minorque            | Master Final | Lucía Sainz       | Alejandra Salazar Ariana Sánchez          | 6-4 / 6-3           |
| 13. | 2021  | Alicante            | Open         | Alejandra Salazar | Paula Josemaría Ariana Sánchez            | 6-0 / 6-1           |
| 14. | 2021  | Valladolid          | Master       | Alejandra Salazar | Paula Josemaría Ariana Sánchez            | 6-3 / 6-3           |
| 15. | 2021  | Malaga              | Open         | Alejandra Salazar | Delfina Brea Tamara Icardo                | 7-5 / 6-2           |
| 16. | 2021  | Sardegna            | Open         | Alejandra Salazar | Paula Josemaría Ariana Sánchez            | 6-7 / 6-3 / 6-1     |
| 17. | 2021  | Barcelone           | Master       | Alejandra Salazar | Lucía Sainz Beatriz González              | 6-1 / 6-2           |
| 18. | 2021  | Lugo                | Open         | Alejandra Salazar | María Virginia Riera Patricia Llaguno     | 6-1 / 6-4           |
| 19. | 2021  | Minorque            | Open         | Alejandra Salazar | Lucía Sainz Marta Marrero                 | 4-6 / 6-4 / 6-3     |
| 20. | 2021  | Cordoue             | Open         | Alejandra Salazar | Paula Josemaría Ariana Sánchez            | 6-7 / 6-4 / 6-4     |
| 21. | 2022  | Miami               | Open         | Alejandra Salazar | Ariana Sánchez Paula Josemaría            | 6-2 / 6-2           |
| 22. | 2022  | Reus                | Open         | Alejandra Salazar | Ariana Sánchez Paula Josemaría            | 6-3 / 6-7 / 6-1     |
| 23. | 2022  | Alicante            | Open         | Alejandra Salazar | Ariana Sánchez Paula Josemaría            | 6-2 / 3-6 / 6-4     |
| 24. | 2022  | Bruxelles           | Open         | Alejandra Salazar | María Virginia Riera Patricia Llaguno     | 4-6 / 6-3 / 6-0     |
| 25. | 2022  | Toulouse            | Open         | Alejandra Salazar | Ariana Sánchez Paula Josemaría            | 7-6 / 6-4           |
| 26. | 2022  | Valladolid          | Master       | Alejandra Salazar | Ariana Sánchez Paula Josemaría            | 6-3 / 3-6 / 6-0     |
| 27. | 2022  | Valence             | Open         | Alejandra Salazar | Delfina Brea Tamara Icardo                | 6-4 / 4-6 / 7-6     |
| 28. | 2022  | Santander           | Open         | Alejandra Salazar | Ariana Sánchez Paula Josemaría            | 6-2 / 6-1           |
| 29. | 2022  | Minorque            | Open         | Alejandra Salazar | Ariana Sánchez Paula Josemaría            | 6-1 / 7-5           |
| 30. | 2022  | Malmö               | Open         | Alejandra Salazar | Ariana Sánchez Paula Josemaría            | 6-4 / 7-5           |
| 31. | 2022  | Mexico              | Open         | Alejandra Salazar | Ariana Sánchez Paula Josemaría            | 6-3 / 7-6           |
| 32. | 2022  | Barcelone           | Master Final | Alejandra Salazar | Ariana Sánchez Paula Josemaría            | 3-6 / 6-4 / 6-4     |
| 33. | 2023  | La Rioja            | Open         | Alejandra Salazar | Marta Ortega Beatriz González             | 6-7 / 6-4 / 6-1     |
| 34. | 2023  | Santiago            | Open         | Alejandra Salazar | Jessica Castelló Claudia Jensen           | 6-1 / 1-0, blessure |
| 35. | 2023  | Asuncion            | Open         | Alejandra Salazar | Ariana Sánchez Paula Josemaría            | 7-6 / 7-6           |